# Poëzieprijs Boontje
Poëzieprijs Boontje (Prijs Boontje of 'Boontje') is een poëzieprijs, genoemd naar schrijver en dichter Louis Paul Boon. Het werd jaarlijks uitgegeven door Culturele Centrale Boontje, een vereniging in Sint-Niklaas, een afdeling van cultuurorganisatie Linx+.
De Culturele Centrale kwam in 1994 met het idee een poëzieprijs te organiseren. Het is sindsdien jaarlijks uitgereikt. In 2020 werd de 25e editie gehouden en ontving Boontje van de Sint-Niklase cultuurraad een cultuurprijs voor '25 jaar Poëzieprijs CC Boontje'.
Sinds 2019 valt de wedstrijd onder de organisatie van Zinspiratie, een Dendermondse schrijfgroep.

## Lijst van winnaars
- 15e poëzieprijs Boontje (2009): Egon Dejonckheere[4]
- 16e poëzieprijs Boontje (2010): Rik Dereeper
- 17e poëzieprijs Boontje (2011): Peter Mangel Schots
- 18e poëzieprijs Boontje (2012): Guido de Bruyn[5]
- 19e poëzieprijs Boontje (2013): Marcel Rademakers[6]
- 20ste poëzieprijs Boontje (2014): Guido de Bruyn[5]
- 25ste poëzieprijs Boontje (2019): Herman Rohaert
- 25ste poëzieprijs Boontje (2019): "Boon" Prijs, Roberto Verde
- 26ste poëzieprijs Boontje (2021): Kathleen Boogmans[7]
- 26ste poëzieprijs Boontje (2021): "Boon" Prijs, Roberto Verde
- 27ste poëzieprijs Boontje (2022): Koen Moerman